# Зелендол
Зелѐндол е село в Югозападна България. То се намира в община Благоевград, област Благоевград. До 1934 година името на селото е Делиязмино.

## География
Селото се намира на второкласен международен път 106 за Северна Македония през ГКПП Станке Лисичково. Отстои от столицата София на 97 km, от Благоевград на 4,3 km, а от границата със Северна Македония на 26 km. Съседни села са Селище, Горно Българчево, Долно Българчево, Покровник. В подножието му минава малка рекичка, а само на 1500 метра в посока Благоевград е река Струма.

## История
В 1891 година Георги Стрезов пише за селото:
| „ | Дилямзино, чифлик на 2 часа разстояние. Изкарва много хубава пшеница. Има 35 къщи. | “ |

При избухването на Балканската война в 1912 година 2 души от Делиязмино са доброволци в Македоно-одринското опълчение.
През ноември 1944 година в Зелендол е създаден първият концентрационен лагер на комунистическия режим в България, в който са въдворени 203 цивилни граждани на Германия и нейни съюзници.

## Население
Към 1900 година според известната статистика на Васил Кънчов („Македония. Етнография и статистика“) населението на Дилямзино (Дели Хамза) брои 200 души, всичките българи-християни.
Численост на населението според преброяванията през годините:
| \| Година на преброяване \| Численост \| \| --------------------- \| --------- \| \| 1934 \| 324 \| \| 1946 \| 340 \| \| 1956 \| 361 \| \| 1965 \| 299 \| \| 1975 \| 278 \| \| 1985 \| 254 \| \| 1992 \| 236 \| \| 2001 \| 223 \| \| 2011 \| 220 \| \| 2021 \| 213 \| |           |
| Година на преброяване | Численост |
| 1934 | 324       |
| 1946 | 340       |
| 1956 | 361       |
| 1965 | 299       |
| 1975 | 278       |
| 1985 | 254       |
| 1992 | 236       |
| 2001 | 223       |
| 2011 | 220       |
| 2021 | 213       |

### Етнически състав
Преброяване на населението през 2011 г.
Численост и дял на етническите групи според преброяването на населението през 2011 г.:
|                     | Численост | Дял (в %) |
| Общо                | 220       | 100.00    |
| Българи             | 218       | 99.09     |
| Турци               | 0         | 0.00      |
| Цигани              | 0         | 0.00      |
| Други               |           |           |
| Не се самоопределят |           |           |
| Неотговорили        | 1         | 0.45      |

## Икономика
Около селото се намират редица фирми, в които хората от него и околностите намират препитание.
В непосредствена близост се намира най-големият за югозапада свинекомплекс „Кембароу“.

## Редовни събития
На 8 септември в църквата „Пресвета Богородица“, ежегодно се прави курбан (събор) в селото.

## Културни и природни забележителности
Наименования на местности и забележителности свързани със селото: черква „Пресвета Богородица“, начално училище „Иван Рилски“ (което се използва за детска градина), Чуката (от където се вижда целият Благоевград, река Струма, Рила и Пирин планина), Белия камък, Петревото къще, Равнака, Светата вода.
Крепостта „Калиакра“-късноантична и средновековна крепост в с. Зелен дол, община Благоевград, научен ръководител доц. д-р Бони Петрунова;